# Житіє Олександра Невського
Жи́тіє Олекса́ндра Не́вського — життєпис руського князя Олександра Ярославича Невського (1221—1262) агіографічного жанру, складений у 13 столітті.
Перший життєпис князя Олександра Невського було складено, як вважають, у 80-ті роки XIII ст. книжником Володимирського Рождественського монастиря. Тут було поховане тіло князя, і наприкінці XIII ст. почалося його шанування як святого. У списках Житіє не має стійкого заголовка і називається «Повість про житіє і хоробрість», «Слово про великого князя», «Житіє блаженного великого князя». Автор Житія називає себе сучасником Олександра, «самовидцем» його життя і створює життєпис князя за своїми спогадами й розповідями його соратників.
Житіє Олександра — це не біографія, у якій повно, докладно, послідовно повіствується про все життя князя. Автор відбирає тільки найзначніші події (битва зі шведами на Неві, визволення Пскова, Льодове побоїще, похід у литовські землі, дипломатичні зносини з Ордою і папою римським), що відтворюють героїчний образ князя-воїна, доблесного полководця і мудрого політика. З історичної точки зору в Житії багато неточностей. Наприклад, шведський король не брав участі в поході 1240 року і в битві на Неві, під час набігу на Суздальську землю 1252 року ханом Золотої Орди був Сартак, а не Батий. У Житії немає жодної дати, події часом описуються без необхідної конкретизації: з Житія не відразу ясно, хто такий «король країни Римської з опівнічної землі», про яке місто, побудоване якимись «від Західної сторони», йдеться тощо. Але не ці подробиці були важливі для автора, а враження, вироблене його героєм. Історія і сама діяльність Олександра Ярославича в Житії з'являється в перетвореному вигляді, не стільки у своїх конкретних проявах і подіях, скільки у вічній сутності, не в життєвих подробицях, а в житійному вигляді.
У Житії багато канонічного, традиційного для цього жанру. Дотримуючись канонів житія, автор починає своє оповідання із самознищення, називає себе худим і багатогрішним, малосмисленим. Приступаючи до опису «святого, і чесного, і славного» життя князя, автор наводить слова пророка Ісаї про священність князівської влади і вселяє думку про особливе заступництво князеві Олександру небесних сил. Захватом і замилуванням повна наступна потім характеристика князя. Олександр красивий, як Йосип Прекрасний, сильний, як Самсон, премудрий, як Соломон, він непереможний, перемагаючи завжди. Думка про священність князівської влади і порівняння з біблійними героями визначають інтонацію всього подальшого оповідання, трохи патетичну, урочисто-величну.
«Почувши про доблесть Олександра, король країни Римської з північної землі…» — так починається розповідь про Невську битву. Автор не згадує, що в цей час (1240) Олександру було всього 19 років, сучасники це добре знали. У Житії зображується зріла людина, про яку посли інших країн говорять: «Пройшов я країни і народи, але не бачив такого ні царя серед царів, ні князя серед князів». Олександр довідується про те, що шведи прийшли в Неву, «пихкаючи духом ратним», «валандаючись від божевілля», загрожуючи: «Якщо можеш, захищайся». Він розпалюється серцем, виступає в похід з малою дружиною, у битві «на обличчі самого короля залишає слід свого списа». Прекрасна промова князя, звернена до дружини, лаконічна, сувора, мужня: «Не в силі Бог, але в правді». Рішучий, хоробрий Олександр і в битві на Чудському озері. Князь не може знести похвальби німців: «Скоримо собі слов'янський народ!». Він звільняє Псков, воює німецькі землі, утілюючи собою відплату за гордовитість і самовпевненість ворогів. Вони прийшли, хвастаючи: «Підемо і переможемо Олександра, і захопимо його». Але горді лицарі були обернені у втечу й узяті в полон, і „вели босими поруч коней тих, хто називає себе «божими лицарями»“. Як і в описі бою на Неві, автор не дає докладної картини битви, тільки кілька образів, що допомагають уявити, якою жорстокою була січа: «Здавалося, що рушило замерзле озеро, і не було видно льоду, тому що покрилося воно кров'ю». Слава про перемоги Олександра рознеслася всюди. «І прославилося ім'я його у всіх країнах, від моря Хонужського і до гір Араратських, і по ту сторону моря Варязького і до великого Рима».
В усьому подібні князеві і його воїни. Автор Житія включає в опис битви на Неві розповідь про шістьох хоробрих, що билися, «не маючи страху в серці своєму». У кожного із шести свій ратний подвиг. Наприклад, новгородець Міша потопив три шведських кораблі, Сава обрушив намет великий золотоверхий, Сбислав Якунович бився одною сокирою так, що всі дивувалися силі його і хоробрості. Учені вважають, що в цій розповіді про шістьох хоробрих відбився усний переказ про битву на Неві або дружинні героїчні пісні. Щоб передати велич духу і красу мужності, автор звертається не тільки до східнослов'янських епічних традицій, а й до біблійних. Воїни Олександра порівнюються у своїй хоробрості і стійкості з воїнами царя Давида, серця їхні як серця левів, вони повні духу ратного і готові покласти свої голови за князя. Біблійні порівняння й аналогії стали одним з головних елементів художньої системи Житія. Діяння князя осмислюються в зіставленні з біблійною історією, і це додає життєписові особливу величавість і монументальність. Постійні уподібнення і згадування про Давида, Соломона, Ісуса Навіна і самого Олександра піднімають до біблійного героя. Указівки на надприродну допомогу (явище Бориса і Гліба Пелгусію перед Невською битвою, чудесне побиття шведів ангелами за рікою Іжорою, допомога Божа полку в бої на Чудському озері) переконують, в особливому заступництві Олександру божественних сил.
Як розумний політик і дипломат з'являється Олександр Невський у взаєминах з Ордою і папою римським. Гідно, учено і мудро звучить відповідь мужів Олександра послам папи. Перелічивши основні етапи в історії людства і християнства, вони завершили його словами: «А від вас вчення не приймемо». Опис взаємин з Ордою повинен переконати, що князь, мав мужність і мудрість перед ворогами. Перемоги Олександра вселяють страх східним народам, дружини татарські лякають своїх дітей його іменем. Навіть Батий визнає велич Олександра: «Істину мені сказали, що немає князя, подібного йому». І це допомагає Олександру «одмолити» новгородські полки від участі в походах монголо-татар.
Схвильована і лірична розповідь про смерть князя. Автор нездатен стримати своїх почуттів: «О горе тобі, бідний чоловіче!.. Як не випадуть зіниці твої разом зі сльозами, як не вирветься серце твоє разом з коренем!» Смерть князя усіма сприймається як найбільше горе. «Уже зайшло сонце землі Суздальської!» — говорить митрополит Кирило (Олександр умер великим князем Володимирським), «Уже гинемо!» — вторить йому весь народ. Розповідь про чудо, коли Олександр як живий простирає руку і приймає грамоту з рук митрополита, — кульмінація в цьому піднесеному оповіданні «про житіє і про хоробрість благовірного і великого князя Олександра». Не точні історичні відомості хотів повідомити про князя автор, а надихнути спогляданням мужньої краси, праведності і милосердя.
Усі дослідники відзначають літературну обдарованість автора Житія, його вченість. Серед літературних джерел, до яких звертався укладач Житія, «Історія юдейської війни» Йосифа Флавія, «Хронографічна Олександрія», «Девгенієве діяння». Вважається, що Житіє продовжує руські, київські літературні традиції, виявляючи подібність у стилі з біографією Данила Галицького з Галицьким літописом. Припускають, що безпосереднє відношення до складання життєпису Олександра мав митрополит Кирило, який  1250 року переїхав з Русі, від Данила, до Олександра Невського.
Житіє Олександра Невського, написане в 80-ті роки XIII ст., стало основою для всіх наступних редакцій пам'ятки в XIV—XVI ст. (їх більше десяти). На довгий час Житіє стало зразком для князівських життєписів і військових повістей, його вплив відчутний у «Повісті про Довмонта», у «Сказанні про Мамаєве побоїще», у «Слові про житіє і смерть великого князя Дмитра Івановича Донського» і багатьох інших творах московської літератури.